# 青山Rabness
青山Rabness（あおやまラビネス）は、日本の女性アイドルグループである。2020年1月24日にデビュー。
何にも染まらない「あなたのままで」をコンセプトとして活動している。

## 概要
グループ名の「青山」は創業地である南青山から、「rabness」は「Razbliuto of butterfly」の略の造語。「蝶（＝アイドル）の『あなたがかつて愛していた人で、今はもうそうではない人に抱く感傷的な気持ち』」という意味。
正統派王道アイドルグループを志向し、エレクトロポップに王道アイドルソングのメロディーを載せた楽曲を歌っている。
ファンネームはラビちゃんず。
2019年に実施されたオーディションを経て、2020年1月24日に1期生がデビュー。
2021年3月6日に1周年ワンマンライブで2期生が加入した。
2022年6月5日に再始動ライブで3期生が加入した。
2024年3月25日に4期生が加入した。

## 略歴

### 2020年
- 1月24日、秋葉原ZESTにて「青山Rabness お披露目ワンマンライブ」を開催
- 4月20日、1stシングル「マイアミ・ブルー」を配信
- 7月23日、「青ラビ ハイポジ!ローポジ!ワンマンライブ!! 無観客高画質配信ライブ!!」を開催
- 10月1日、2ndシングル「わがままヘアアレンジ」を配信

### 2021年
- 3月6日、赤羽ReNY alphaにて「青山Rabness 1st Anniversary Live」を開催、2期生が加入[2]
- 4月8日、3rdシングル「Speak like a star child」を配信
- 7月21日、4thシングル「シンデレラサマー」を配信
- 8月14日、渋谷DESEO miniにて第1回定期公演を開催
- 8月28日、「@JAM EXPO 2020-2021」にウェルカムアクトとして出演

### 2022年
- 1月9日、渋谷DESEOにてワンマンライブを開催、このライブをもって新体制移行に向けライブ活動休止期間に入る
- 4月26日、「バシフェスVol.8〜前夜じゃない前夜祭」〜に出演
- 5月5日、「TIF全国選抜ライブ2022」東日本Aブロックにて準優勝（会場投票予選、決勝とも1位）
- 6月5日、 LIVE STUDIO LODGEにて青山Rabness3期生お披露目ライブ＆新体制ワンマンライブを開催
- 7月17日、山中湖交流プラザきららにて開催された「SPARK2022」に出演
- 7月30日、5thシングル「しあわせカーテン」を発売、配信及び初のCD化
- 7月30日、AKIBAカルチャーズ劇場にて青山Rabness主催ライブ「アイドルキュレーションvol.1」を開催
- 8月27日、AKIBAカルチャーズ劇場にて青山Rabness主催ライブ「アイドルキュレーションvol.2」を開催
- 9月3日、  立川ステージガーデンにて開催された「JAICO FES 2022」に出演
- 9月24日、AKIBAカルチャーズ劇場にて青山Rabness主催ライブ「アイドルキュレーションvol.3」を開催
- 9月25日、「大阪造船所アイドルフェス」に出演、初の大阪遠征となる
- 11月30日、雨宮芽生脱退。
- 12月8日、豊洲PITにて「インディーズアイドルチャンピオンシップ2022決勝戦」に出演。

### 2023年
- 3月31日、TwinBox AKIHABARAにて青山Rabness定期公演2023を開催。姫乃彩ラストライブ。
- 5月7日、五反田G6にて「青山Rabness水川恋卒業ライブ」を開催。
- 7月24日、WALLOP 放送局にて青山Rabness定期公演2023 vol.5「青山Rabness×MAKE×paslil'スペシャルスリーマンライブ」を開催。
- 10月7日、LivesNagoyaにて青山Rabness主催ライブ「アイドルキュレーション2023 ～名古屋編～」を開催。
- 12月5日、ソフマップ公演にて6thシングル、「君と僕のインスピレーション」を初披露及び新衣装の披露。元ラストアイドル、岩間妃南子氏がPD（パフォーマンスディレクター）に就任。

### 2024年
- 1月14日、新宿ReNYにて青山Rabness 4th Anniversary Live、『Story of Butterfly』を開催。6thシングルCP曲、「るかち色にそめちゃうぞ♡」を初披露及び新衣装の披露。
- 3月17日、GOTANDA G6にて近瀬零生誕祭&卒業ライブ開催。
- 4月30日、with HARAJUKU HALLにて「INN FES vol.3」に出演。来栖みりあラストライブ。
- 5月3日、秋葉原ZESTにて「青山Rabness×wqwq 2MAN LIVE vol.2～夢野そらお披露目ライブ～」を開催。
- 7月13日、WITH HARAJUKUにて「アイドルアラモードプチVol.85」に出演。新衣装の披露。
- 7月16日、6thシングル「君と僕のインスピレーション」を配信。
- 9月7日、Twin Box GARAGEにて青山Rabness主催ライブ「青山Rabness×ブルーなままで×♮リアスクライブ3MAN LIVE〜たっぷり30分やっちゃいます〜」を開催。
- 11月8日、横浜ランドマークホールにて青山Rabness主催ライブ「アイドルキュレーション - 赤とんぼ -」を開催。
- 11月23日、横浜MMブロンテにて初のツアーとなる「青山Rabness LIVE Tour 2024-2025～Signposts of Hope～」の初日、神奈川公演を開催。7thシングル「Pendulum」を初披露及び新衣装の披露。
- 12月21日、足利ライブハウス大使館にてツアー「青山Rabness LIVE Tour 2024-2025～Signposts of Hope～」の二日目、栃木公演を開催。

### 2025年
- 1月25日、横浜1000CLUBにて5th anniversary Live～Wing of Butterfly～を開催。「Lovereeze～始まりの冬～」を初披露及び新衣装の披露。
- 3月15日、郡山MBLにてツアー「青山Rabness LIVE Tour 2024-2025～Signposts of Hope～」の三日目、福島公演を開催。
- 3月25日、浅草橋MANHOLEにて「青山Rabness定期公演2025 Vol.0」を開催。定期公演復活。
- 4月19日、spaceZeroにてツアー「青山Rabness LIVE Tour 2024-2025～Signposts of Hope～」の四日目、宮城公演を開催。
- 5月6日、浦和Narcissにてツアー「青山Rabness LIVE Tour 2024-2025～Signposts of Hope～」の五日目、埼玉公演を開催。
- 5月27日、浅草橋MANHOLEにて「青山Rabness定期公演2025 Vol.1」を開催。
- 6月14日、青森Quarterにてツアー「青山Rabness LIVE Tour 2024-2025～Signposts of Hope～」六日目、青森公演を開催。
- 6月21日、花輪さくらんぼ園にてGMU & 青山Rabness さくらんぼ狩り撮影会 & ミニライブに出演。山形初上陸。

## メンバー

### 現メンバー
| 名前       | 読み           | 愛称       | 誕生日  | カラー | 加入期 | 備考 |
| ---------- | -------------- | ---------- | ------- | ------ | ------ | ---- |
| 岡元りこ   | おかもとりこ   | りこたん   | 1月9日  | 緑     | 1期    |      |
| 花村ほのか | はなむらほのか | ほのちゃん | 2月23日 | 紫     | 1期    |      |
| 桜木るか   | さくらぎるか   | るかち     | 5月18日 | ピンク | 3期    |      |
| 泉はる菜   | いずみはるな   | いずみん   | 8月30日 | 黄     | 3期    |      |
| 夢野そら   | ゆめのそら     | そらちゃん | 5月24日 | 赤     | 4期    |      |

### 過去のメンバー
| 名前       | 読み           | 愛称         | 誕生日   | カラー   | 加入期 | 備考                  |
| ---------- | -------------- | ------------ | -------- | -------- | ------ | --------------------- |
| 日向春     | ひなたしゅん   | ちゅんちゅん | 4月10日  | 青       | 1期    | 2020年7月脱退         |
| 戸波あゆ   | となみあゆ     | あゆちぃ     | 8月26日  | 赤       | 2期    | 2021年5月脱退         |
| 桃園みゆり | ももぞのみゆり | みゆりん     | 6月12日  | ピンク   | 1期    | 2021年9月脱退         |
| 星宮理瑚   | ほしみやりこ   | りこちゃん   | 2月12日  | 黄       | 1期    | 2021年9月脱退         |
| 雨宮芽生   | あめみやめい   | めいめい     | 9月6日   | オレンジ | 3期    | 2022年11月脱退        |
| 姫乃彩     | ひめのあや     | ひめたん     | 8月17日  | 白       | 2期    | 2023年3月31日卒業     |
| 水川恋     | みずかわれん   | れんれん     | 10月24日 | 水色     | 2期    | 2023年5月7日卒業      |
| 近瀬零     | ちかせれい     | れいさま     | 3月14日  | 青       | 2期    | 2024年3月17日卒業     |
| 来栖みりあ | くるすみりあ   | みりあ       | 5月9日   | 赤       | 3期    | 2024年4月30日活動終了 |

## 作品

### シングル
| # | 配信日        | タイトル                   | 収録曲                        | 作詞             | 作曲       | 備考                                                       |
| - | ------------- | -------------------------- | ----------------------------- | ---------------- | ---------- | ---------------------------------------------------------- |
| 1 | 2020年4月20日 | マイアミ・ブルー           | マイアミ・ブルー              | 知念結           | 伊藤直樹   |                                                            |
| 1 | 2020年4月20日 | マイアミ・ブルー           | 君ロス                        | macCarrony       | macCarrony |                                                            |
| 1 | 2020年4月20日 | マイアミ・ブルー           | 雨粒のDIAMOND                 | 伊藤直樹         | 伊藤直樹   |                                                            |
| 2 | 2020年10月1日 | わがままヘアアレンジ       | わがままヘアアレンジ          | 知念結、伊藤直樹 | 伊藤直樹   |                                                            |
| 2 | 2020年10月1日 | わがままヘアアレンジ       | スタートライン                | 知念結           | 伊藤直樹   |                                                            |
| 3 | 2021年4月8日  | Speak like a star child    | Speak like a star child       | 知念結           | 伊藤直樹   |                                                            |
| 3 | 2021年4月8日  | Speak like a star child    | リボンを終えた赤い糸          | 黒猫危機         | 伊藤直樹   | ユニット曲(star clow.（岡元、星宮））（現在は岡元、花村）  |
| 3 | 2021年4月8日  | Speak like a star child    | ANIMAL的シンパシー            | 知念結、伊藤直樹 | 伊藤直樹   | ユニット曲(ほいっぷーず（花村、桃園）)（現在はグループ曲） |
| 4 | 2021年7月21日 | シンデレラサマー           | シンデレラサマー              | 知念結、伊藤直樹 | 伊藤直樹   | 2021年10月2日よりJOYSOUNDで配信                            |
| 4 | 2021年7月21日 | シンデレラサマー           | ア・ピ・ト・ピ・ア            | 黒猫危機         | 伊藤直樹   | 1期生曲（現在は岡元、花村のユニット曲）                    |
| 4 | 2021年7月21日 | シンデレラサマー           | マシュマロ ハイ               | 黒猫危機         | 伊藤直樹   | 2期生曲（現在はグループ曲）                                |
| 5 | 2022年7月30日 | しあわせカーテン           | しあわせカーテン              | 知念結、伊藤直樹 | 伊藤直樹   | CD同時Release                                              |
| 5 | 2022年7月30日 | しあわせカーテン           | わたし、クリームソーダが好き  | kawari           | 伊藤直樹   | CD同時Release                                              |
| 6 | 2024年7月16日 | 君と僕のインスピレーション | 君と僕のインスピレーション    | kawari           | 伊藤直樹   |                                                            |
| 6 | 2024年7月16日 | 君と僕のインスピレーション | るかち色にそめちゃうぞ♡       | kawari、伊藤直樹 | 伊藤直樹   |                                                            |
| 6 | 2024年7月16日 | 君と僕のインスピレーション | マシュマロ ハイ（近瀬零ソロ） | 黒猫危機         | 伊藤直樹   | 4thシングル「シンデレラサマー」収録の同曲のソロver         |
| 7 | 未定          | Pendulum                   | Pendulum                      | 外山大輔         | 外山大輔   |                                                            |
| 7 | 未定          | Pendulum                   | Lovereeze～始まりの冬～       | 外山大輔         | 外山大輔   |                                                            |

### アルバム
| 発売日         | タイトル | 販売形態       | レーベル      |
| -------------- | -------- | -------------- | ------------- |
| 2022年09月24日 | Hello!!! | Type-A・Type-B | Rinks Records |

### 参加作品
| 発売日         | タイトル                     | 収録曲           | 作詞   | 作曲     | 備考                                          |
| -------------- | ---------------------------- | ---------------- | ------ | -------- | --------------------------------------------- |
| 2021年05月26日 | IDOL VILLAGE VOL2 ～2021SS～ | マイアミ・ブルー | 知念結 | 伊藤直樹 | コンピレーションCD コロムビア・マーケティング |

## 出演

### テレビ
- YOUは何しに日本へ？（2024年6月17日放送）

### ラジオ
- あおらび！ (2020年2月6日-2023年12月28日、下北FM)
- 青ラビのアイドルキュレーション (2020年2月20日-2023年12月28日、下北FM)
- ほのくらじお (2024年2月18日-、SKYWAVE FM)
- アイドル探偵団 (2024年10月5日、TOKYO854くるめラ)
- 虎ノ門 トレンド経済研究所(2024年10月17日、2024年10月24日、ラジオNIKKEI)
- 新春！アイドル大集合(2025年1月3日、TOKYO854くるめラ)
- ブリッジ(2024年12月13日、2025年1月31日、2025年4月11日、2025年6月27日、TOKYO854くるめラ)
- DJ TAKAのSUPER MAGIC TALK(2025年2月26日、RainbowtownFM)

### 雑誌
- 週刊少年チャンピオン 2021年36+37号 8月19+26日号 (2021年8月5日、秋田書店) - 裏表紙広告掲載[4]

### 配信
- IDOL JOURNEY supported by IDOL VILLAGE #5 (2021年8月3日、WALLOP放送局)